# 男性の肖像 (ギルランダイオ)
『男性の肖像』（だんせいのしょうぞう、伊: Ritratto d'uomo、英: 
Portrait of a Man）は、初期イタリア・ルネサンスの画家ドメニコ・ギルランダイオ (1449–1494年) が1478年ごろ、板上にテンペラで制作した絵画である。ギルランダイオはフィレンツェで活動した画家で、アンドレア・デル・ヴェロッキオ、アントニオ・デル・ポッライオーロ、ピエロ・デル・ポッライオーロ、サンドロ・ボッティチェッリらとともにフィレンツェ派の代表的存在であった。作品は現在、ニューヨークのメトロポリタン美術館に所蔵されている。

## 作品
本作は画家の初期の作品で、おそらく画家がサン・ジミニャーノの 聖母被昇天参事会教会 (Collegiata di Santa Maria Assunta, San Gimignano) のフレスコ画を制作していた時期に描かれた。ギルランダイオは、モデルの人物の顔貌を見事に捉えることで有名であり、人物を生き生きとした表情で描いた。この作品は洗浄、修復を施され、酸化した絵具の下に明るい緑色の背景が現れた。描かれている人物の素性は不明である。
15世紀のイタリアでは、千年の沈黙の後に個人の肖像画の様式的発展が新たな勢いで起こった。それ以前の歴史で肖像が盛んであったのは古代ローマであり、ローマ人たちは人々の個人的な特徴を多数描写したことで知られていた。ローマ人以降、肖像は主に支配者、貴族階級の重要な人々、歴史的に重要な人々のためのものあったが、ルネサンス期の新たな肖像の描写は、生まれてきた個人としての認識、自己の視覚的認識にもとづくものであった。それは、現代では当然の新たな自己呈示であった。
絵画は1829年までイタリアに残っていたが、その年に後のボーデ博物館 (現在のベルリン美術館) により購入された。元来、ギルランダイオに帰属されていたが、彼の義理の兄弟で、芸術の追随者であったセバスティアーノ・マイナルディに帰属が改められ、1924年に売却された。作品は何人かの画商の手を経た後、ニューヨークで美術収集家マイケル・フリードサム (Michael Friedsam)  により購入され、1931年にメトロポリタン美術館に遺贈された。